# Jean-Marie Lustiger
Jean-Marie Aaron kardinál Lustiger (17. září 1926 Paříž – 5. srpna 2007 Paříž) byl francouzský katolický duchovní židovského původu, arcibiskup pařížský (1981–2005), kardinál (od 1983) a člen Francouzské akademie (od 1995). Během svého dlouhého pobytu na arcibiskupském stolci prosadil využívání moderních sdělovacích prostředků při šíření víry a v pastoraci, inicioval vznik katolických médií (Radio Notre-Dame a televizního kanálu KTO). Byl blízkým přítelem papeže Jana Pavla II., s nímž ho sbližoval i jeho konzervativní pohled na úlohu a vývoj církve. Je autorem řady úspěšných knih, z nichž některé byly přeloženy do češtiny (např. Tajemství eucharistie a První kroky v modlitbě).

## Mládí
Aaron Lustiger se narodil 17. září 1926 Charlesovi and Gisèle Lustigerovým. Oba jeho rodiče byli Židé, ovšem bez vřelejšího vztahu k židovské víře. V roce 1940 konvertoval ke katolicismu, nechal se pokřtít a přijal jméno Jean-Marie. I nadále však vedle něj používal své židovské jméno Aaron. Spolu s otcem a sestrou uprchl před nacisty do neokupované části Francie, matka, která v Paříži dohlížela na rodinný obchod, byla v roce 1942 nacisty odvlečena do vyhlazovacího tábora u Osvětimi, kde v roce 1943 zemřela.

## Raná kariéra
Zbytek rodiny se po válce vrátil do Paříže, Lustigerův otec se zde neúspěšně pokusil anulovat jeho křest a přemluvit syna k návratu k judaismu. Ukázalo se, že křest pro něj nebyl jen formálním krokem chránícím ho před nacisty - poté, co v roce 1946 dokončil studium literatury na Sorboně, vstoupil do kněžského semináře bratří karmelitánů a poté na Institut Catholique de Paris. Kněžské svěcení přijal 17. dubna 1954. Působil poté především jako duchovní v akademickém a studentském prostředí. Od roku 1969 byl proboštem farnosti svaté Jany de Chantal v Paříži.

## Biskup a kardinál

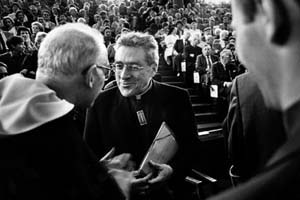
Jean-Marie Lustiger (1987)

Dne 10. listopadu 1979 byl jmenován biskupem Orléansu, biskupské svěcení mu udělil 8. prosince téhož roku kardinál François Marty, tehdejší pařížský arcibiskup. Poté, co jeho světitel dovršil kanonický věk a odešel na odpočinek, se stal (v roce 1981) arcibiskupem v Paříži. Kardinálem ho jmenoval papež Jan Pavel II. 2. února 1983. Reprezentoval papeže mj. na připomínce šedesátého výročí osvobození koncentračního tábora Osvětim. V červnu 1995 se stal členem Francouzské akademie. Na funkci pařížského arcibiskupa rezignoval v roce 2005, jeho nástupcem se stal André Vingt-Trois.

## Vyznamenání
- velkostuha Národního řádu cedru – Libanon[1]
- velkokříž Řádu prince Jindřicha – Portugalsko, 5. srpna 1998[1][2]